# خوليو مايا
خوليو مايا (19 سبتمبر 1985 بهافانا في كوبا - ) هو لاعب كرة قدم كوبي في مركز الهجوم. لعب مع نادي أتليتيكو ريفير بليت بورتو ريكو وأتلتيكو مارته ‏ وCortuluá ‏ وBayamón Fútbol Club ‏ وSevilla FC Puerto Rico ‏ وFort Lauderdale Strikers (2006–2016) ‏.

## وصلات خارجية
- خوليو مايا على موقع قاعدة بيانات كرة القدم.إي يو (الإنجليزية)